# (Keep Feeling) Fascination
(Keep Feeling) Fascination är en låt av den brittiska synthpopgruppen The Human League utgiven som singel i april 1983. Den nådde 2:a plats på den brittiska singellistan och 18:e plats på Sverigetopplistan. Den utgavs endast som singel och finns inte med på något av gruppens album.

## Utgåvor
7"-singel Virgin Records VS 569
1. (Keep Feeling) Fascination – 3:45
2. Total Panic – 3:30

12"-singel Virgin Records VS 569-12
1. (Keep Feeling) Fascination (Extended Mix) – 5:00
2. (Keep Feeling) Fascination (Improvisation) – 6:16[3]